# Petit paysan - Un eroe singolare
Petit paysan - Un eroe singolare (Petit paysan) è un film del 2017 diretto da Hubert Charuel.

## Trama
Pierre è un allevatore di vacche da latte, la cui vita è concentrata interamente sulla sua azienda agricola. Quando in Francia inizia a dilagare un'epidemia vaccina, Pierre scopre che uno dei suoi animali potrebbe essere infetto. Ma l'uomo, spinto dalla paura di perdere i suoi animali e la sua piccola realtà agricola, farà di tutto, anche cose al limite della legalità.

## Distribuzione
Il film è stato presentato in anteprima nella sezione Settimana internazionale della critica al Festival di Cannes 2017. È stato distribuito nelle sale cinematografiche francesi il 30 agosto 2017. In Italia è uscito nelle sale il 22 marzo 2018.

## Riconoscimenti
- 2017 - Philadelphia Film Festival
  - Archie Award per la miglior opera prima
- 2017 - Premio Louis-Delluc
  - Candidatura per la miglior opera prima
- 2017 - European Film Awards
  - Candidatura per la miglior rivelazione
- 2018 - Premio César
  - Miglior attore a Swann Arlaud
  - Migliore attrice non protagonista a Sara Giraudeau
  - Migliore opera prima
  - Candidatura per il miglior film
  - Candidatura per il miglior regista a Hubert Charuel
  - Candidatura per la migliore sceneggiatura originale a Claude Le Pape e Hubert Charuel
  - Candidatura per il miglior montaggio a Julie Léna, Grégoire Pontécaille e Lilian Corbeille
  - Candidatura per la migliore musica a Myd
- 2018 - Premio Lumière
  - Candidatura per il miglior attore a Swann Arlaud
  - Candidatura per la migliore opera prima